# NGC 6580
NGC 6580 est une petite galaxie spirale (?) située dans la constellation d'Hercule. Sa vitesse par rapport au fond diffus cosmologique est de 5 377 ± 31 km/s, ce qui correspond à une distance de Hubble de 79,3 ± 5,6 Mpc (∼259 millions d'al). NGC 6580 a été découverte par l'astronome allemand Albert Marth en 1864.
On ne s'entend pas sur la classification de cette galaxie. Elle est elliptique pour le professeur Seligman et pour Wolfgang Steinicke, mais spirale pour la base de données HyperLeda. La piètre qualité des images de cette galaxie permet difficilement de choisir entre ces deux options, mais sur l'image obtenue des données du relevé Pan-STARRS, il semble y avoir un bras spirale partant du noyau de NGC 6580.
On remarque que NGC 6579 et NGC 6580 ont la même désignation dans les catalogues « Uppsala General Catalogue » (UGC 11153) et « Catalogue of Galaxies and of Clusters of Galaxies » (CGCG 142-22). C'est peut-être parce qu'à l'époque de ces relevés astronomiques, de 1949 à 1958 pour le relevé Palomar Observatory Sky Survey (POSS) du catalogue UGC et de 1961 à 1968 pour le catalogue CGCG, les images de moindre résolution ne montraient qu'une seule galaxie.